# Hydriomena polyxena
Hydriomena polyxena là một loài bướm đêm trong họ Geometridae.